# فنیل‌اتانول‌آمین ان-متیل‌ترانسفراز
فنیل‌اتانول‌آمین ان-متیل‌ترانسفراز (انگلیسی: Phenylethanolamine N-methyltransferase) به طور مخفف(PNMT) یک آنزیم است که به طور طبیعی در مغز غده فوق کلیوی یافت می‌شود. این آنزیم  نوراپی‌نفرین را به اپی‌نفرین تبدیل می‌کند.